# Liste der Stolpersteine in Ginsheim-Gustavsburg
Die Liste der Stolpersteine in Ginsheim-Gustavsburg enthält die Stolpersteine, die im Rahmen des gleichnamigen Kunst-Projekts von Gunter Demnig in Ginsheim-Gustavsburg verlegt wurden. Mit ihnen soll an die Opfer des Nationalsozialismus erinnert werden, die in Ginsheim-Gustavsburg lebten und wirkten.

## Ginsheim
| Adresse, Lage               | Verlegedatum | Name, Inschrift | Bild | Biografien und Anmerkungen |
| --------------------------- | ------------ | --- | ---- | -------------------------- |
| Friedrich-Ebert-Straße 18 · | 12. Mai 2023 | HIER WOHNTE OTTO WANNER JG. 1884 IM WIDERSTAND / SPD VERHAFTET 1944 'AKTION GEWITTER' FORT STAHLBERG / MAINZ KZ DACHAU ENTLASSEN 12.9.1944                  |      |                            |
| Mainzer Straße 50 ·         | 12. Mai 2023 | HIER WOHNTE HANS RAUCH JG. 1914 IM WIDERSTAND FLUCHT 1936 SPANIEN INTERNATIONALE BRIGADEN INTERNIERT 1939 ARGELÉS-SUR-MER 1941 KZ DACHAU BEFREIT / ÜBERLEBT |      |                            |
| Rheinstraße 37 ·            | 12. Mai 2023 | HIER WOHNTE JULIUS WIESENFELD JG. 1879 DEPORTIERT 1942 TRANSIT - GHETTO PIASKI ERMORDET                                                                     |      |                            |
| Rheinstraße 37 ·            | 12. Mai 2023 | HIER WOHNTE ERNA WIESENFELD JG. 1904 DEPORTIERT 1942 TRANSIT - GHETTO PIASKI ERMORDET                                                                       |      |                            |

## Gustavsburg
| Adresse, Lage         | Verlegedatum | Name, Inschrift | Bild | Biografien und Anmerkungen |
| --------------------- | ------------ | --- | ---- | -------------------------- |
| Mierendorffstraße 4 · | 12. Mai 2023 | HIER WOHNTE MARIA FRIDA BREMSER GEB. OTT JG. 1906 KLINIKAUFENTHALT 1943 ´VERLEGT´ 17.5.1944 ´HEILANSTALT´ HADAMAR ERMORDET 17.5.1944 |      |                            |